# Розанова, Татьяна Павловна
Татьяна Павловна Розанова (род. 1959) — советский и российский учёный, профессор, доктор экономических наук.
Автор более 150 научных и учебно-методических работ по проблемам развития образования и маркетинга, включая ряд монографий, учебников и учебных пособий.

## Биография
Родилась 14 августа 1959 года в Москве.

### Образование
Окончила с отличием в 1982 году Московский институт народного хозяйства им. Г.В. Плеханова (ныне Российский экономический университет имени Г. В. Плеханова), факультет экономической кибернетики. В 1985—1990 годах училась в аспирантуре, в 1997—1999 годах — в докторантуре Российской экономической академии им. Г.В. Плеханова и защитила докторскую диссертацию на тему "Организационно-экономический механизм интенсивного развития туризма в Российской Федерации" в 1999 году.
Прошла дополнительное обучение в Варшавском международном Центре приватизации, в Институте менеджмента (Лозанна), в Институте повышения квалификации (Вена), а также обучение по программе СIM «Интернет маркетинг».

### Деятельность
В 1982-2000 годах работала ассистентом, старшим преподавателем, доцентом кафедры планирования народного хозяйства Московского института народного хозяйства им.Г.В. Плеханова.
В 1993-1994 годах — старший руководитель проекта в Институте приватизации Госкомимущества России; в 1997-1998 годах — эксперт компании «Price Waterhouse».
В 1998-2000 годах Розанова была советником президента Российской экономической академии им. Г.В. Плеханова; в 2000-2005 годах — профессор кафедры национальной экономики этого же вуза. В 2000-2003 годах одновременно работала помощником депутата Государственной Думы РФ. В 2000-2007 годах — декан факультета маркетинга академии им. Г.В. Плеханова. Одновременно в 2005-2008 годах — главный специалист отдела агромаркетинга Всероссийского научно-исследовательского института экономики сельского хозяйства. С 2007 по 2008 годы — проректор по учебной работе; с 2008 по 2011 годы — первый проректор; с 2005 по 2014 годы — профессор кафедры маркетинга Российской экономическая академии им. Г.В. Плеханова.
С 2014 года по настоящее время работает  заместителем первого проректора по учебной и методической работе, профессором кафедры «Маркетинг и логистика» Финансового университета при Правительстве Российской Федерации.
Также Т. П. Розанова занималась общественной деятельностью: являлась членом редакционного совета и научным консультантом журнала «Каналы дистрибуции» (2004-2009); членом ревизионной комиссии (2003-2006) и членом правления Российской ассоциации маркетинга (2006-2013); была председателем (президентом) правления Российской Ассоциации маркетинга (2008-2012).

## Заслуги
- «Заслуженный деятель науки Российской Федерации» (Указ Президента РФ от 28.02.2008).
- Награждена медалью «Ветеран труда» и юбилейной медалью «100 лет профсоюзам России»; Памятным знаком Российской экономической академии им. Г.В. Плеханова (за активное участие в деятельности Совета попечителей); Почетной грамотой этой же академии; Памятным знаком Республики Саха (Якутия).
- Член Гильдии маркетологов, член Национальной академии туризма.